# Целищев, Геннадий Дмитриевич
Целищев Геннадий Дмитриевич (20 июля 1928, Барнаул — 28 мая 2021, Москва) — советский, российский художник-анималист, иллюстратор книг для детей, автор научно-познавательных рассказов, член московского Союза художников, член Международной Федерации художников ЮНЕСКО.

## Биография
Родился 20 июля 1928 года в Барнауле. В детстве любил природу, увлекался рыбалкой, держал дома живой уголок.
В 14 лет пошел работать в электроцех Барнаульского меланжевого комбината.
В 1944 году окончил школу военных авиаспециалистов в звании сержанта, летал стрелком-радистом на самолёте ПЕ-2, работал военным корреспондентом армейской газеты «За храбрость». В ВВС СССР прослужил 10 лет от сержанта до старшего лейтенанта. Уволился из армии в 1956 году, окончив перед этим 10 классов вечерней школы рабочей молодёжи.
В 1963 году окончил вечернее отделение Московского государственного художественного института имени В. И. Сурикова, ученик Григория Московченко.
Много лет работал художником-иллюстратором в издательстве Воениздат, где оформлял пособия по оружию и военной одежде.
В конце 1980-х издательство «Малыш» предложило ему сделать макет книжки С. В. Сахарнова «В мире дельфина и осьминога», что и определило дальнейшую судьбу художника. Для это издания он выполнил более 140 рисунков, а также привлёк в книгу разнообразный иллюстративный м материал: карты, схемы, фотографии, старинные гравюры, фрески, предметы быта. Книга вышла 150-тысячным тиражом и демонстрировалась на шестой Международной книжной ярмарке в 1987 году.
В дальнейшем работал с издательствами «Малыш», «Детская литература», «Наука», «Эксмо-пресс», «Омега». Сотрудничал с московской газетой «Больница», оформлял её детские спецвыпуски «Бо-Бо».
В начале 2000-х годов сотрудничал с журналом «Библиотека в школе» (приложение к газете «Первое сентября») — разработал логотип для экологической рубрики «Эколот» — летучую мышку, шрифт заголовка. Многие публикации «Эколота» сопровождались рисунками художника.
В течение 10 лет вел занятия в детской изостудии — преподавал технику рисунка и особенности анималистического мастерства Биологического музея им. К. А. Тимирязева. Один из реализаторов программы «Детские библиотеки Москвы в системе непрерывного экологического образования».
Проиллюстрировал более 700 изданий на 20 языках, 14 диафильмов.
Участник более 70 выставок, в том числе персональных. В 2003 году его рисунки демонстрировались на представительной экспозиции «Книжная графика России» на Франкфуртской книжной ярмарке.
Работы художника хранятся в Государственном Дарвиновском музее и частных коллекциях.
Жил и работал в Москве. Скончался 28 мая 2021 года. Похоронен на Митинском кладбище (71 уч.).
В 2022 году в Алтайской краевой детской библиотеке имени Н. К. Крупской был открыт музей известных современных алтайских писателей, в экспозиции которого представлены материалы, посвящённые Г. Д. Целищеву.

## Персональные выставки
- Государственный биологический музей им. К. А. Тимирязева, 1994. «Тайна морского дна»[16].
- Государственный художественный музей Алтайского края, 1998 г. Выставка «Мир природы», приуроченная к 70-летию художника[17].
- Зоологический музей МГУ, 2002 г. «Мир природы»[16].
- Государственный художественный музей Алтайского края, 2005 г. Выставка «Мир природы»[17].
- Государственный Дарвиновский музей, 2006 г.[5]. Выставка «Мир природы».
- Государственный Дарвиновский музей, 2013 г.[18]. Выставка «В небесах и в морях, и под каждым листом».

## Автор иллюстраций диафильмов
- Левитас Г. Г. Функция. Виды пропорциональности. 1985[19].
- Зубков Б. Роботы: фантастика и реальность. 1986[20].
- Сивоглазов В. Классы: ракообразные и паукообразные. 1988[21].

## Автор иллюстраций избранных книг
- Даррелл Д. Только звери. Ковчег на острове/ Худож. Г. Целищев. М.: Изд-во ЭКСМО-Пресс, 2001. 432 с.: ил.
- Демина Т. Волшебный ковер Зергера / Худож. Г. Целищев. Алма-Ата: Жалын, 1983.
- Орлов Ю. В. Времена года / Худож. Г. Целищев. Изд-во ЭКСМО-Пресс, 2000. 40 с.: ил.
- Сахарнов С. В. Как открывали Землю / Оформл. худож. Г. Целищева. М.: Малыш, 1984. — 128 с.: ил.
- Сахарнов С. В. В мире дельфина и осьминога: рассказы о морских животных / Худож. Г. Целищев. М.: Малыш, 1987. — 119 с.: ил.
- Сахарнов С. В. История корабля / Худож. Г. Целищев. М.: Малыш, 1988. — 24 с.: ил. / Худож. Г.Целищев. — М.: Малыш, 1990. — 127 с.: ил.
- Тамбиев А. Х. Как увидеть морское дно? / Худож. Г. Целищев. М.: Малыш, 1988. — 24 с.: ил. — (Почемучкины книжки).
- Тамбиев А. Х. Кто на болоте живет? / Худож. Г. Целищев. М.: Малыш, 1989. — 24 с.: ил. — (Почемучкины книжки).
- Тамбиев А. Х. Кто в лесной норе живет? / Худож. Г. Целищев. М.: Малыш, 1993. — 26 с.: ил. — (Почемучкины книжки).
- Танасийчук В. Н. Энтомология в картинках / Худож. Г. Целищев. Кругозор, Петрозаводск, 1996. — 32 с.: ил.

## Автор книг и рассказов
- Целищев Г. Ради жизни / Рис. автора // Муравейник. 1998. № 9. С.22.
- Целищев Г. Морской черт / Рис. автора // Наш малыш. 1998. Май. С.52-53.
- Целищев Г. Губан — чистильщик / Рис. автора // Муравейник. 1998. № 3. С.22-23.
- Целищев, Г. Д. Ради жизни // Больница. 1999. № 1—2. С. 14.
- Целищев Г. Крохотная, но отчаянная / Рис. автора // Муравейник. 1999. № 6. С.8-9.
- Целищев Г. Рыбы — хирурги / Рис. автора // Муравейник. 2000. № 9. С. 15-17.
- Целищев Г. Водяной бык / Рис. автора // Муравейник. 2000. № 8. С. 10-11.
- Целищев Г. Божья коровка или «Леди — жук» / Рис. автора // Наш малыш. 2000. Июль-август. С.42-43.
- Целищев Г. Медовед и медоед / Рис. автора // Муравейник. 2001. № 4. С. 12-13.
- Целищев Г. Встреча на тропинке / Рис. автора // Муравейник. 2001. № 2. С. 8-9.
- Целищев Г. Дивная пора. М.: Эксмо, 2002.
- Целищев Г. Тайны морского дна: книга для чтения детям / Г. Д. Целищев. Москва: Дрофа, 2008.
- Целищев Г. Приключения осьминожки: книга для чтения детям / Г. Д. Целищев. Москва: Дрофа, 2008.
- Целищев Г. Мир пернатых / Г. Д. Целищев. Москва: Государственный Дарвиновский музей. 2015.
- Целищев Г. Жизнь в коралловых рифах / Г. Д. Целищев. Москва: Государственный Дарвиновский музей. 2015.
- Целищев Г. Эти удивительные насекомые / Г. Д. Целищев. Москва: Государственный Дарвиновский музей. 2015.
- Целищев Г. Там, где вечная ночь / Г. Д. Целищев. Москва: Государственный Дарвиновский музей. 2018.